# Banaroo
Banaroo est un groupe de musique allemand composé de deux garçons et deux filles.
Leur premier single Dubi Dam Dam, sorti en juin 2005, a connu un certain succès dans plusieurs pays d'Europe,
principalement dans leur propre pays, l'Allemagne, où il s'est classé n°2 du hit-parade national[réf. nécessaire].
Leur premier album sorti juste après en juillet, Banaroo's World, a été n°1 des ventes en Allemagne et en Autriche[réf. nécessaire].
Les deux singles suivants Space Cowboy et Coming Home For Christmas ont eu peu moins de succès, il n'y a qu'en Allemagne qu'ils se classent dans les dix premiers du hit-parade[réf. nécessaire].

## Discographie

### Singles
- 2005: Dubi Dam Dam
- 2005: Space Cowboy
- 2005: Coming Home For Christmas
- 2006: Uh Mamma
- 2006: Sing and Move (La La Laaaa)
- 2007: Ba Yonga Wamba
- 2007: I'll Fly Away

### DVD
- 2005: Banaroo – Der Film!